# Virginia Railway Express
El Virginia Railway Express es un sistema de tren de cercanías que abastece a los suburbios del Norte de Virginia hasta Union Station en Washington D. C.. El Virginia Railway Express es operado por Keolis. Inaugurado el 1 de enero de 1992, actualmente el Virginia Railway Express cuenta con 2 líneas y 18 estaciones.